# پاورقی
پاورقی (فرانسوی: feuillet‎ و انگلیسی: Feuilleton) در اصل به گونه‌ای از ضمایم مطبوعاتی گفته می‌شد که به بخشِ سیاسیِ روزنامه‌های فرانسوی پیوست شده و بیشتر شاملِ اخبار غیر سیاسی، شایعات، ادبیات، نقدِ هنری، مطالبی از آخرین مدِ روز، حرف‌های نیش و کنایه‌ای و نیز مطالبِ جزئیِ ادبی بود.
اصطلاح پاورقی در سال ۱۸۰۰ میلادی توسط ژولین لوئی ژوفروا (Julien Louis Geoffroy) و لوئی فرانسوا بِرتَن (Louis-François Bertin)، سردبیران نشریهٔ فرانسوی روزنامه دبا ابداع شد.
اصطلاح «پاورقی» در روزنامه‌های انگلیسی‌زبان بیشتر خطاب به داستان دنباله‌داری به کار می‌رود که در قسمتی ثابت از روزنامه منتشر می‌شود. البته آنچه فرانسوی‌ها «پاورقی» می‌نامند نیز در روزنامه‌های انگلیسی‌زبان وجود دارد، اما به نام دیگری خوانده می‌شود.
در فرانسوی امروز، اصطلاح «پاورقی» بیشتر در معنای سریال آبکی به کار می‌رود.
پاورقی یک برنامه تلویزیونی ایرانی نیز هست که از مهر ۱۴۰۱ با اجرای محمدرضا شهبازی و محمدامین میمندیان و کارگردانی جواد فتحی و مهراد نجفی از شبکه دو سیما پخش می‌شود و بینندگان زیادی دارد .